# Tillandsia mereliana
Tillandsia mereliana är en gräsväxtart som beskrevs av Schinini. Tillandsia mereliana ingår i släktet Tillandsia och familjen Bromeliaceae. Inga underarter finns listade i Catalogue of Life.